# سیارک ۲۰۶۰۸
سیارک ۲۰۶۰۸ (به انگلیسی: 20608 Fredmerlin، نامگذاری:1999RH224) بیست هزار و ششصد و هشتمین سیارک کشف شده‌است که در ۷ سپتامبر ۱۹۹۹ کشف شد.
قدر مطلق سیارک برابر ۱۱.۷ است.